# Wigen Mirumian
Wigen Mirumian (ur. 29 września 1977) – ormiański szachista, reprezentant Czech od 2001, arcymistrz od 2008 roku.

## Kariera szachowa
W latach 1990–1992 trzykrotnie uczestniczył w mistrzostwach Związku Radzieckiego juniorów, a po rozpadzie ZSRR był etatowym reprezentantem Armenii na mistrzostwach świata i Europy juniorów w różnych kategoriach wiekowych, największy sukces odnosząc w 1997 r. w Żaganiu, gdzie zdobył srebrny medal MŚ do 20 lat. W 1996 r. zajął III m. (za Władimirem Akopianem i Artaszesem Minasianem) w finale indywidualnych mistrzostw Armenii, rozegranym w Erywaniu (w turnieju tym zdobył pierwszą normę na tytuł arcymistrza) oraz wystąpił w drugiej reprezentacji kraju na szachowej olimpiadzie, również w Erywaniu. W 1998 r. zwyciężył w otwartym turnieju w Pilźnie, natomiast w 1999 r. odniósł dwa turniejowe zwycięstwa: w Lippstadt (wspólnie z Romanem Slobodjanem, wypełniając drugą normę arcymistrzowską) oraz w Ołomuńcu.
Pomiędzy 2002 a 2006 r. nie uczestniczył w turniejach klasyfikowanych przez Międzynarodową Federację Szachową. W 2007 r. powrócił do gry turniejowej, zdobywając w Tbilisi (dz. I m. wspólnie z Konstantinem Szanawą) trzecią i ostatnią normę arcymistrzowską .
Najwyższy ranking w dotychczasowej karierze osiągnął 1 lipca 2000 r., z wynikiem 2557 punktów zajmował wówczas 7. miejsce wśród ormiańskich szachistów.